# Улица Бадаева (Санкт-Петербург)
Улица Бада́ева — улица в Невском районе Санкт-Петербурга. Проходит от улицы Коллонтай до улицы Ворошилова, которая является её продолжением. Продолжение улицы Бадаева за улицу Коллонтай носит название Искровский проспект.

## История
Улица получила название 3 марта 1975 года в память о Алексее Егоровиче Бадаеве — советском государственном деятеле.
Первый жилой дом (№ 3 корпус 1) по северной стороне улицы построен в 1994 году. Южная сторона застраивается с конца 2000-х годов.

## Пересечения
- улица Коллонтай
- улица Джона Рида
- Складская улица
- улица Ворошилова

## Здания и достопримечательности
- Ресторан быстрого питания KFC (Бадаева, 2)
- Парк Боевого Братства

## Транспорт
Ближайшая станция метро — «Проспект Большевиков».
По улице проходят трассы автобусных маршрутов № 12; 161; 169 и 209